# داوید مورک
داوید مورک (انگلیسی: Dawid Murek؛ زادهٔ ۲۴ ژوئیهٔ ۱۹۷۷) بازیکن سابق تیم ملی والیبال لهستان است. او از سال ۱۹۹۶ تا ۲۰۰۸ عضو تیم ملی لهستان بود و در مجموع ۲۷۷ بازی ملی در کارنامه خود دارد و در رده باشگاهی نیز در تیم های مودنا، پاناتینایکوس آتن، دومکس، پیاست، اسکرا بلچاتوف، ونگل و چستوخووا سابقه عضویت دارد.